# 87 Sylvia
A 87 Sylvia egy kisbolygó a Naprendszerben. Norman Robert Pogson fedezte fel 1866. május 16-án.
Két holdja is van, a Romolusz és a Rémusz.